# چاه نفت نرگسی
چاه نفت نرگسی، روستایی (منطقهٔ مسکونی) است از توابع بخش سعدآباد در شهرستان دشتستان استان بوشهر ایران.

## جمعیت
این روستا در دهستان وحدتیه قرار داشته و براساس سرشماری سال ۱۳۸۵ جمعیت آن ۱۳۸نفر (۱۸خانوار) می‌باشد.